# Преобразувател на код
Преобразувателят на код е комбинационна логическа схема предназначена да преобразува един вид на код в друг. Могат да се реализират чрез постоянна памет (ROM, PROM, EPROM, EEPROM).